# Почётный знак отличия президента Украины
Почётный знак отли́чия президе́нта Украи́ны (укр. Почесна відзнака президента України) — первая награда независимой Украины, учреждённая президентом Украины Л. М. Кравчуком в соответствии с пунктом 9-2 статьи 114-5 действовавшей в 1992 году Конституции Украины для награждения граждан за личные заслуги в построении суверенного, демократического государства, развитии экономики, науки и культуры Украины, за активную миротворческую, благотворительную, милосердную, гражданскую деятельность.
Награждения знаком отличия осуществлялись в 1992—1996 годах, до учреждения преемника награды — знака отличия президента Украины — ордена «За заслуги». Лица, награждённые Почётным знаком отличия президента Украины, именуются кавалерами ордена «За заслуги» и сохраняют право ношения врученных им почётных знаков отличия.
Автор и разработчик дизайна знака отличия — Ефим Викторович Харабет, гравёр — Леонид Фёдорович Толстов.

## История награды
- 18 августа 1992 года Указом президента Украины Л. М. Кравчука № 418/92 учреждён Почётный знак отличия президента Украины. Указом также утверждены Положение и описание награды.
- Август 1992 года — знаком отличия № 1 был награждён Олесь Гончар.
- 22 сентября 1996 года Указом президента Украины Л. Д. Кучмы № 870/96 учреждён знак отличия президента Украины — орден «За заслуги» I, II, III степени. Указом также утверждены Устав знака отличия и описание знаков ордена. К награждённым орденом «За заслуги» были приравнены лица, награждённые Почётным знаком отличия президента Украины; прекращено дальнейшее награждение Почётным знаком отличия президента Украины.
- 5 октября 1996 года — последний указ президента о награждении Почётным знаком отличия президента Украины.
- 16 марта 2000 года Верховная Рада Украины приняла Закон Украины «О государственных наградах Украины», которым была установлена государственная награда Украины — орден «За заслуги» I, II, III степени. Законом было предусмотрено, что его действие распространяется на правоотношения, связанные с награждением лиц, удостоенных знаков отличия президента Украины. Президенту было рекомендовано привести свои решения в соответствие с принятым Законом.
- 19 марта 2006 года Указом президента Украины В. А. Ющенко № 316/2006 награждение Почётным знаком отличия президента Украины было распространено на военнослужащих Государственной уголовно-исправительной службы Украины. Вместе с тем, награждения знаком отличия после 1996 года не производились.

## Положение про Почётный знак отличия президента Украины
Почётным знаком отличия президента Украины награждаются:
- граждане Украины за личные заслуги в построении суверенного, демократического, правового государства, в экономической, научно-технической, гуманитарной, социально-культурной сферах, воспитании детей, в защите государственных интересов и повышении международного авторитета Украины, активную миротворческую, благотворительную, милосердную, общественную деятельность на благо Украины и своих соотечественников;

- военнослужащие Вооружённых сил Украины, Национальной гвардии, Пограничных войск, Службы безопасности, Управления государственной охраны, гражданской обороны Украины и других воинских формирований, лица рядового и начальственного состава органов внутренних дел за личные заслуги в обеспечении обороноспособности Украины, укреплении её безопасности и суверенитета, защите конституционных прав и свобод граждан, за мужество и отвагу, проявленные при спасении людей и материальных ценностей, ликвидации последствий стихийного бедствия;

- граждане иностранных государств за заслуги перед Украиной.

Решение о награждении Почётным знаком отличия принимает лично президент Украины.
Почётным знаком отличия президента Украины может быть награждён любой гражданин Украины. Ограничения относительно количества награждённых не устанавливаются. Награждение Почётным знаком отличия проводится, как правило, ежегодно перед 24 августа — Днём независимости Украины. Награждение может быть проведено и в другое время по решению президента Украины. Награждение Почётным знаком отличия может быть произведено посмертно.
Повторное награждение Почётным знаком отличия президента Украины не производится.
Почётный знак отличия президента Украины вместе с миниатюрой и грамотой про награждение им вручается лично президентом Украины либо по его уполномочию должностными лицами органов государственной исполнительной власти. В случаях награждения посмертно — передаются семьям для сохранения как память.
Почётный знак отличия президента Украины носят на правой стороне груди.

## Описание Почётного знака отличия президента Украины
- Лицевая сторона Почётного знака отличия президента Украины имеет вид четырёхлучевой звезды с заокруглеными углами и позолоченной окантовкой по краям.
- Лучи звезды залиты горячей эмалью малинового цвета. Звезда размещена на основе, представляющей собой высокорельефный декор в виде стилизованного украинского национального орнамента. Посредине звезды из лавровой и дубовой ветвей создан рельефный венок, в центре которого — фон синего цвета. На фоне размещён рельефный золотой тризуб — Малый Герб Украины.
- Размер знака — 37,2×37,2 мм.
- Почётный знак отличия с помощью кольца с ушком соединяется с фигурной колодкой, обтянутой муаровой лентой малинового цвета с узкой полоской цветов Государственного флага Украины по вертикали с правой стороны. Длина ленты 45 мм, ширина — 28 мм. Колодка с Почётным знаком отличия с помощью шпильки прикрепляется к одежде.
- Звезда изготовляется из позолоченного томпака, основа и колодка — из нейзильбера, венок с тризубом — из серебра с позолотой.
- На обратной стороне Почётного знака отличия в четыре ряда написано рельефными буквами слова: «ПОЧЕСНА ВІДЗНАКА ПРЕЗИДЕНТА УКРАЇНИ» и указан порядковый номер, поскольку знак отличия является именным.
- Миниатюра Почётного знака отличия президента Украины (так называемый фрачный вариант) изготовляется размером 22 мм в диаметре. Высота колодки — 30 мм, ширина — 18 мм.

В концепции ордена «За заслуги» сохранена преемственность первой награды независимой Украины — Почётного знака отличия президента Украины.

## Статистика награждений
Почётным знаком отличия президента Украины были награждены 630 человек.
| Год                     | 1992 | 1993 | 1994 | 1995 | 1996 |
| ----------------------- | ---- | ---- | ---- | ---- | ---- |
| Количество награждённых | 14   | 32   | 131  | 186  | 267  |

## Перевод названия награды
Украинское название Почесна відзнака президента України в источниках на русском языке также иногда переводится как Почётное отличие президента Украины.